# Franklin Tebo Uchenna
Franklin Tebo Uchenna, né le 15 janvier 2000 à Abuja au Nigeria, est un footballeur international nigérian qui évolue au poste de défenseur central au Sarpsborg 08 FF.

## Biographie

### En club
Né à Abuja au Nigeria, Franklin Tebo Uchenna est notamment formé par le club local du Abuja F.C. (en), avant de rejoindre le Nasarawa United, où il commence sa carrière. 
Le 7 août 2021, Franklin Tebo Uchenna rejoint la Suède pour s'engager en faveur du BK Häcken sous la forme d'un prêt avec option d'achat.
Tebo Uchenna joue son premier match pour le BK Häcken le 26 septembre 2021, lors d'une rencontre de championnat contre l'Hammarby IF. Il entre en jeu à la place de Gustav Berggren, sorti sur blessure, et les deux équipes se neutralisent (1-1 score final).
Le 17 décembre 2021, le BK Häcken lève l'option d'achat de Franklin Tebo Uchenna, le joueur signe alors un contrat courant jusqu'en décembre 2025.
Il participe au sacre du BK Häcken, le club remportant le championnat de Suède pour la première fois de son histoire lors de la saison 2022.
Le 31 août 2023, Franklin Tebo Uchenna rejoint la Norvège afin de s'engager en faveur du Sarpsborg 08 FF. Il signe un contrat courant jusqu'en juillet 2027.

### En sélection
Le 4 juillet 2021 Franklin Tebo Uchenna honore sa première sélection avec l'équipe nationale du Nigeria, lors d'un match perdu face au Mexique (4-0 score final).

## Palmarès
BK Häcken
- Championnat de Suède :
  - Champion : 2022.
- Coupe de Suède :
  - Vainqueur : 2022-2023.